# Gerabronner Bach
Der Gerabronner Bach ist ein Bach im nordöstlichen Baden-Württemberg von 2,8 km Länge, der etwas oberhalb des Weilers Senzenberg von Bühlerzell im Landkreis Schwäbisch Hall von links und Südwesten in die obere Bühler mündet.

## Geographie

### Verlauf
Der Gerabronner Bach entspringt einen knappen Kilometer östlich des Sulzbach-Laufener Weilers Hohenberg am Ostfuß des Altenbergs auf etwa 500 m ü. NHN in einem ausgedehnten Waldgebiet. Von hier läuft er in sich stetig eintiefender Talrinne nach Nordosten. Nach etwa 1,3 km erreicht er südlich von Bühlerzell-Gerabronn den Flurrand, unterquert hier die Staubstraße von Abtsgmünd-Wegstetten nach Gerabronn und speist einige Weiher, die in tiefer Mulde unter dem Weiler auf einer Kuppe links liegen.
Bald danach nimmt er von rechts den kurzen Lautenbach auf, jenseits dessen der Lautenhof der Gemeinde auf dem Hang vor einer östlichen Flurbucht liegt. Dann kehrt sich der Bach nach Nordnordosten und die erneut steile Mulde füllt sich wieder mit Wald, an dessen Ende von links der Segelbach aus eigener Waldklinge zufließt. Weniger als 400 Metern später mündet der Gerabronner Bach von links und Südsüdwesten auf etwa 393 m ü. NHN in die obere Bühler.

### Einzugsgebiet
Der Gerabronner Bach hat ein Einzugsgebiet von 2,6 km² Größe, das naturräumlich gesehen im Unterraum Sulzbacher Wald des Schwäbisch-Fränkische Waldberge liegt. Es erstreckt sich von seinem höchsten Punkt auf dem Gipfel des Altenbergs (564,7 m ü. NHN) etwa 2,6 km weit nach Nordosten bis zur Mündung in die Bühler auf etwa 393 m ü. NHN; quer dazu misst es an der breitesten Stelle etwa 1,7 km.
Von der Mündung im Nordosten zieht die Wasserscheide im Osten südlich bis zu einem 480,6 m ü. NHN hohen Höcker in der Langen Reute. Außerhalb fließt erst der Eckertsbach und dann der Scheffelbach weiter oben zur Bühler. Danach biegt die Wasserscheide nach Westen und läuft vor einem See in der Spitzklinge, der über den Seebach zum Kocher-Zufluss Rötenbach entwässert, bis auf den Altenberg-Gipfel nahe über der Quelle. Dort knickt dann die Entwässerungsgrenze nordnordostwärts und zieht in dieser Richtung bis fast zum Bühlerzeller Wohnplatz Stockhäusle; westwärts von ihr laufen erst der Bach durch die Hahnenklinge und dann der Rotklingenbach über den Hambach und dann den Klingenbach zur abwärtigen Bühler beim Bühlerzeller Weiler Heilberg. Jenseits der anschließenden nördlichen Wasserscheide vom Stockhäusle nach Osten bis zur Mündung gibt es keine bedeutenden Bäche vor der Bühler.
Über zwei Drittel des Gebietes sind bewaldet, überwiegend und geschlossen beidseits des Oberlaufes, aber auch in den Klingen des Segelbachs und des unteren Gerabronner Bachs ab dem Lautenbach-Zulauf. Dazwischen liegt ein landwirtschaftlich bewirtschafteter Streifen, die zusammengewachsenen Rodungsinseln um Gerabronn und den Lautenhof. Äcker liegen hierin vor allem beidseits der Straße von Gerabronn nach Heilberg im Gewann Segel und östlich des Lautenhofs im Gehrn.
Der obere Gerabronner Bach von der Quelle bis etwas oberhalb seines Waldaustritts südlich von Bühlerzell-Gerabronn ist Kreis- und Gemeindegrenze zwischen Sulzbach-Laufen (Landkreis Schwäbisch Hall) am linken und Adelmannsfelden (Ostalbkreis) am rechten Ufer. Am folgenden Flurrand betritt er den Landkreis Schwäbisch Hall und die Bühlerzeller Gemarkung, wo er dann in seinem Tälchen zwischen dem Weiler Gerabronn über dem linken und dem Lautenhof über dem rechten Hang hindurchfließt. Auf Bühlerzeller Gebiet mündet er auch.

### Zuflüsse und Seen
Liste der Zuflüsse und  Seen von der Quelle zur Mündung. Gewässerlänge, Seefläche und Einzugsgebiet und Höhe nach den entsprechenden Layern auf der Onlinekarte der LUBW. Andere Quellen für die Angaben sind vermerkt.
Ursprung des Gerabronner Bachs knapp einen Kilometer ostsüdöstlich vom Sulzbach-Laufener Weiler Hohenberg im Wald am Ostfuß des Altenbergs neben der Kohlenstraße auf etwa 500 m ü. NHN. Der Bach fließt anfangs nordöstlich.
- Speist kurz nach seinem Waldaustritt südlich des Bühlerzeller Weilers Gerabronn drei kleine und einen großen Weiher auf etwas über 330 m ü. NHN, zusammen 0,5 ha.
- Lautenbach, von rechts und Süden auf etwa 420 m ü. NHN zwischen Gerabronn und dem Bühlerzeller Lautenhof, 0,5 km und ca. 0,4 km².[LUBW 6] Entsteht auf etwa 440 m ü. NHN am Nordrand einer Waldlichtung neben der Straße von Gerabronn zum Bühlerzeller Weiler Steinenbühl.
An diesem Zulauf tritt der Bach in seine zweite Waldklinge ein und kehrt seinen Lauf nach Nordnordosten.
- Segelbach, von links und Südwesten am Austritt des Gerabronner Bachs aus seiner zweiten Waldklinge ins Bühlertal auf etwa 402 m ü. NHN, 0,8 km und ca. 0,5 km².[LUBW 6] Entsteht auf etwa 450 m ü. NHN neben der K 2631 Gerabronn–(Bühlerzell-)Heilberg am Rand seiner Waldschlucht im Krähen zum Flurgewann Segel.

Mündung des Gerabronner Bachs etwa 300 m flussaufwärts von Bühlerzell-Senzenberg unterhalb einer Feldwegbrücke auf ca. 393 m ü. NHN von links und Südsüdwesten in die Bühler. Der Bach ist 2,8 km lang und hat ein Einzugsgebiet von 2,6 km².

## Geologie
Das Einzugsgebiet des Gerabronner Bach liegt im Mittelkeuper, ausgenommen nur das vergleichsweise winzige Gipfelplateau auf dem nördlichen Altenberg, die zum Schwarzer Jura gehört. Darunter am Hang des Berges sind die typischen Abrutschungen im Knollenmergel (Trossingen-Formation) zu erkennen. An seinem Fuß beginnt der Stubensandstein (Löwenstein-Formation), der mit der Hochfläche unterhalb des Berges den größten Teil des Einzugsgebietes bedeckt, darunter die landwirtschaftlich genutzten Verebnungsflächen um Gerabronn und östlich des Lautenhofs. In diesem entspringt am Altenbergfuß auch der Bach.
Etwas vor seinem Waldaustritt beginnt er sich in seiner Talfurche weiter in die tieferen Mittelkeuperschichten einzuschneiden, die Oberen Bunten Mergel (Mainhardt-Formation), den Kieselsandstein (Hassberge-Formation) und zuletzt die Unteren Bunten Mergel (Steigerwald-Formation). Etwa ab dem Waldende zieht sich das Bett durch ein Band angeschwemmten Sediments, zuletzt durch den Auenlehm der Bühler.

## Natur und Schutzgebiete
Der Gerabronner Bach ist fast durchweg sehr naturbelassen, nicht nur in den überwiegenden Waldabschnitten seines Laufs, sondern auch im Offenland, wo ihn selbst noch in der Bühleraue eine Baumgalerie bis zur Mündung begleitet. Nahe den Weihern bei Gerabronn gibt es eine Nasswiese, zwischen diesen und dem zulaufendem Lautenbach einen kleinen Sumpf, an dessen Mündung ebenfalls eine Nasswiese.
Das zu Sulzbach-Laufen und Adelmannsfelden gehörende obere Einzugsgebiet liegt im Naturpark Schwäbisch-Fränkischer Wald, ein mündungsnaher Zwickel mit der Bühlertalaue im Landschaftsschutzgebiet Oberes Bühlertal mit Nebentälern und angrenzenden Gebieten.

### LUBW
Amtliche Online-Gewässerkarte mit passendem Ausschnitt und den hier benutzten Layern: Lauf und Einzugsgebiet des Gerabronner Bachs

Allgemeiner Einstieg ohne Voreinstellungen und Layer: Daten- und Kartendienst der Landesanstalt für Umwelt Baden-Württemberg (LUBW) (Hinweise)
1. 1 2 3  Höhe nach dem Höhenlinienbild auf dem Hintergrundlayer Topographische Karte.
2. ↑  Länge abgemessen auf dem Hintergrundlayer Topographische Karte.
3. 1 2  Einzugsgebiet nach dem Layer Basiseinzugsgebiet (AWGN).
4. ↑  Länge nach dem Layer Gewässernetz (AWGN).
5. ↑  Seefläche nach dem Layer Stehende Gewässer.
6. 1 2  Einzugsgebiet abgemessen auf dem Hintergrundlayer Topographische Karte.
7. ↑  Schutzgebiete nach den einschlägigen Layern, Natur teilweise nach dem Layer Biotop.

### Andere Belege
1. ↑  Modellierte Werte nach Abfluss-BW Gewässerknoten MQ/MNQ
2. ↑  Hansjörg Dongus: Geographische Landesaufnahme: Die naturräumlichen Einheiten auf Blatt 171 Göppingen. Bundesanstalt für Landeskunde, Bad Godesberg 1961. → Online-Karte (PDF; 4,3 MB)
3. ↑  Geologie teilweise nach Augenschein.
4. ↑  Geologie nach den Layern zu Geologische Karte 1:50.000 auf: Mapserver des Landesamtes für Geologie, Rohstoffe und Bergbau (LGRB) (Hinweise)